# Rico Rogers
Pour les articles homonymes, voir Rogers.
Rico Rogers, né le 25 avril 1978 à Palmerston North, est un coureur cycliste néo-zélandais.

## Palmarès et résultats

### Palmarès par année
- 2010
  - 2e et 3e étapes du Tour of Gippsland
  - 4e et 6e étapes du Tour de Chine
  - 3e du Tour of Gippsland
- 2011
  - 7e étape du Tour de Taïwan
  - 8e étape du Tour du lac Qinghai
  - 1re étape du Tour de Chine
- 2012
  - Grand Prix de la ville de Pérenchies
  - 3e du Sheffield Grand Prix
- 2013
  - 1re étape du Tour de Thaïlande
  - 6e étape de l'An Post Rás
  - 6e étape du Tour de Chine I
  - 3e du Jurmala Grand Prix

### Classements mondiaux
| Année            | 2010 | 2011 | 2012 | 2013 | 2014 |
| ---------------- | ---- | ---- | ---- | ---- | ---- |
| UCI Asia Tour    | 97e  | 22e  |      | 16e  | 75e  |
| UCI Oceania Tour |      | 26e  |      |      |      |
| UCI Europe Tour  |      |      | 349e | 225e |      |